# Klasyfikacja Killipa-Kimballa
Klasyfikacja Killipa-Kimballa – klasyfikacja opracowana dla oceny niewydolności serca w świeżym zawale mięśnia sercowego. Przedstawiona przez T. Killipa i J.T. Kimballa w 1968 roku na łamach American Journal of Cardiology.
Obejmuje ona 4 stopnie:
- I – nie ma niewydolności serca, bez cech zastoju w krążeniu płucnym ani III tonu serca
- II – niewydolność serca, zastój poniżej dolnych kątów łopatek objawiający się wilgotnymi rzężeniami i (lub) III ton serca
- III – ciężka niewydolność serca, pełnoobjawowy obrzęk płuc lub rzężenia nad obszarem większym niż połowa płuc
- IV – wstrząs kardiogenny, hipotensja (ciśnienie tętnicze skurczowe ≤90 mm Hg) i cechy hipoperfuzji obwodowej (oliguria, sinica, zlewne poty).

Skala ta jest ważnym narzędziem pozwalającym na określenie ryzyka zgonu wewnątrzszpitalnego, które rośnie wraz z kolejnymi stopniami (I–6%, II–30%, III–40%, IV–80–90%). Umożliwia również wybór właściwego leczenia.